# Višnje, Ajdovščina
Višnje este o localitate din comuna Ajdovščina, Slovenia, cu o populație de 170 de locuitori.